# Mooreasångare
Mooreasångare (Acrocephalus longirostris) är en akut hotad fågel i familjen rörsångare inom ordningen tättingar. Den förekommer endast på ön Moorea i Sällskapsöarna i Stilla havet.

## Utseende
Mooreasångaren är en mycket stor (20–22 cm) rörsångare, större än tahitisångaren i alla bemärkelser förutom kortare tarser. Ovansidan är mestadels mörkt olivgrön, med halmgula fjäderkanter och vita eller gräddvita spetsar på hand- och armpennor. Vidare är vingknogen gul och även stjärtfjädrarna är övervägande ljust grädd- eller gulvita. Den är gul på ögonbrynsstreck, tygel, kinder och undersida, på bröstsidor och flanker dock med inslag av olivgrönt. Ögat är olivbrunt, näbben hornfärgad ovan och skäraktig under, och benen är skiffergrå. Olikt tahitisångaren verkar den sakna en mörk morf och skiljer sig från denna genom de ljusa inslagen i stjärten. Lätena är dåligt kända, men sången tros likna tahitisångaren.

## Utbredning och systematik
Mooreasångaren har sin utbredning enbart på ön Moorea i Sällskapsöarna i Stilla havet och observerades där senast 1981. Tidigare har den betraktats som underart till tahitisångare (Acrocephalus caffer) men urskiljs numera allmänt som egen art. 

### Familjetillhörighet
Rörsångarna behandlades tidigare som en del av den stora familjen sångare (Sylviidae). Genetiska studier har dock visat att sångarna inte är varandras närmaste släktingar. Istället är de en del av en klad som även omfattar timalior, lärkor, bulbyler, stjärtmesar och svalor. Idag delas därför Sylviidae upp i ett flertal familjer, däribland Acrocephalidae.

## Levnadssätt
Arten hittas i ungskog på mellan 300 och 600 meters höjd. I övrigt är inget känt om dess levnadssätt.

## Status och hot
Arten är endast känd från specimen insamlade under James Cooks andra seglats på 1770-talet, från tre specimen tagna under en expedition 1921 samt observationer 1971–1973 och 1981. Eftersökningar i december 1986 och januari 1987 misslyckades, men två obekräftade fynd finns efter år 2000. IUCN kategoriserar den som akut hotad. Orsaken till dess tillbakagång är oklar. På närliggande Tahiti har tahitisångaren minskat till följd av avverkning av bambu, men på Moorea finns bestånd kvar.